# Jefferson Township (comté de Dubuque, Iowa)
Pour les articles homonymes, voir Jefferson Township.
Jefferson Township est un township, du comté de Dubuque en Iowa, aux États-Unis,.

## Source de la traduction
- (es) Cet article est partiellement ou en totalité issu de l’article de Wikipédia en espagnol intitulé « Municipio de Jefferson (condado de Dubuque, Iowa) » (voir la liste des auteurs).